# Aderus saginatus
Aderus saginatus é uma espécie de inseto besouro da família Aderidae. Foi descrita cientificamente por Thomas Lincoln Casey em 1895.

## Distribuição geográfica
Habita na Califórnia Estados Unidos).